# William Paton (Mediziner)

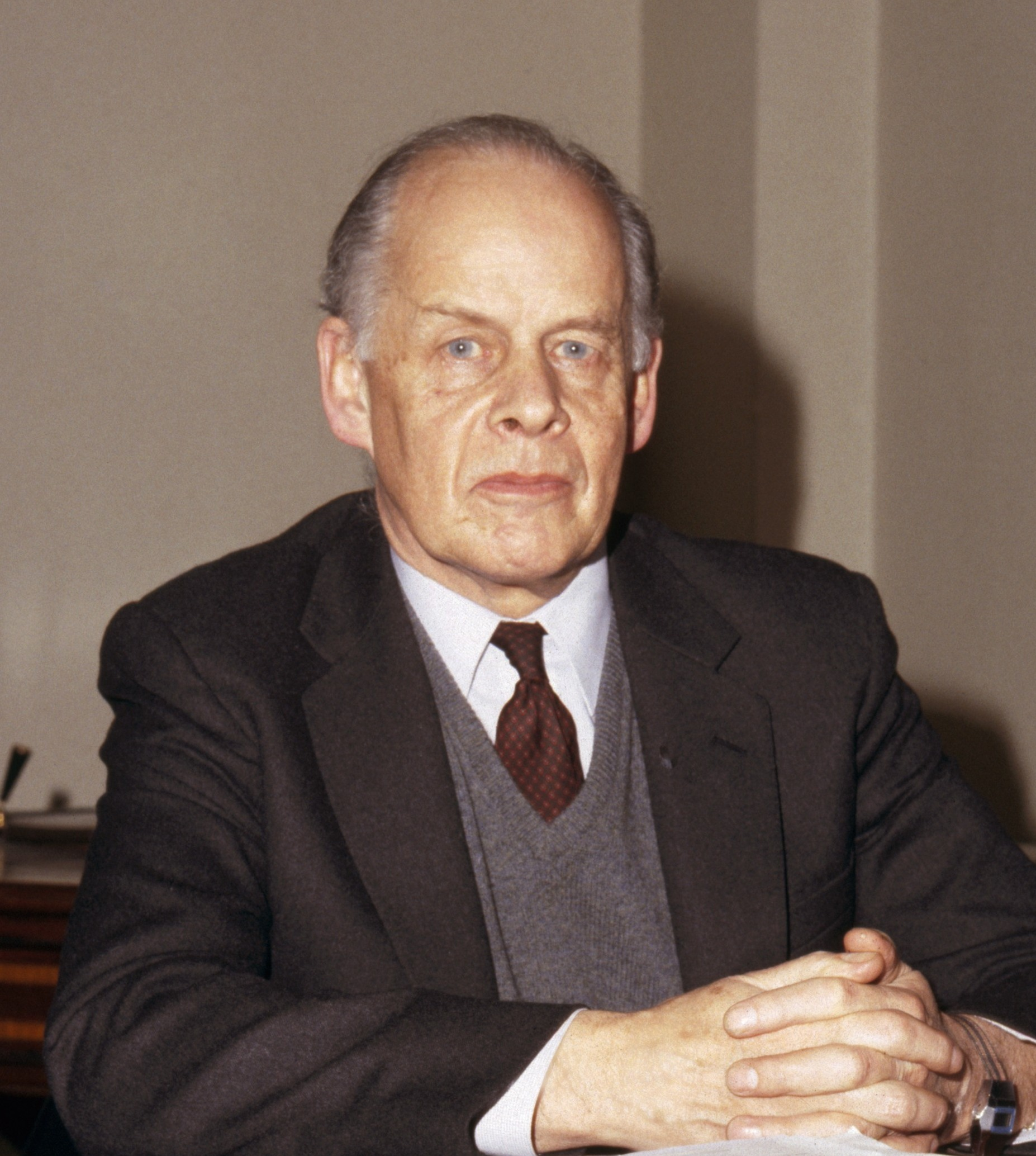
William Paton

William Paton, voller Name William Drummond Macdonald Paton, (* 15. Mai 1917 im Londoner Stadtteil Hendon; † 17. Oktober 1993 in Oxford) war ein britischer Pharmakologe.

## Leben
Er war eines von sechs Kindern des presbyterianischen Geistlichen William Paton und dessen Frau Grace geb. Macdonald. Er besuchte Schulen in St Albans und Brackley sowie die Repton School, eine Privatschule in Repton in Derbyshire. Es folgte ein Studium der Medizin, erst als Mitglied des New College in Oxford, dann am University College London. 1942 erhielt er den Oxforder akademischen Grad eines Bachelor of Medicine, Bachelor of Surgery (MB, BCh) und heiratete Phoebe geb. Rooker. Das Paar blieb kinderlos. Von schwacher Gesundheit – seit einem Keuchhusten litt er immer wieder unter Lungenentzündungen –, konnte er nicht Soldat werden, glaubte sich auch einer klinischen Tätigkeit nicht gewachsen und entschloss sich, am National Institute for Medical Research in Hampstead (London) eine Forscherlaufbahn zu beginnen. Es handelte sich unter Leitung des Physiologen George Lindor Brown (1903–1971) um kriegswichtige Forschung: die Physiologie des Menschen unter Wasser, bei hohen Drücken, bei Dekompression (Druckentlastung) und speziell beim Verlassen von Unterseebooten. Eine Druckkammer, die der Atemphysiologe John Scott Haldane eine Generation zuvor konstruiert hatte, diente zum Experimentieren. Sobald der Krieg zu Ende war, wandte sich das Institut wieder seiner angestammten Physiologie und Pharmakologie in der Tradition von Henry Hallett Dale, Marthe Vogt und Wilhelm Feldberg zu, und Paton fand Geschmack an der Pharmakologie (siehe „Forschung“). 1952 wechselte er als Dozent ans University College Hospital und 1954 an die neu gegründete Pharmakologische Abteilung des Royal College of Surgeons of England am Londoner Platz Lincoln's Inn Fields. Hier entstanden seine bekanntesten Arbeiten, bei denen er sich isolierter, überlebender Organe bediente. „Um seine Pflichten als Abteilungsleiter mit eigenhändigem Experimentieren vereinigen zu können, führte er die Versuche gern in seinem Büro durch, oft mit ziemlich wackeligen Apparaturen. Ein lärmender Thermostat hielt die Organbäder warm und gab Anlass zu Überschwemmungen, wenn alte Gummidichtungen versagten.“ 1959 übernahm er den Lehrstuhl für Pharmakologie in Oxford, der unter seinem Vorgänger Joshua Harold Burn der angesehenste im Vereinigten Königreich geworden war. Hier arbeiteten Hermann Blaschko, Edith Bülbring und Edward Miles Vaughan Williams, bekannt durch seine Klassifizierung der Antiarrhythmika. Paton konnte, zusammen mit physikalischen Chemikern, die Physiologie unter hohen Drücken – die hyperbare Medizin – wieder aufgreifen. Den Mitarbeitern des Labors, an zarte isolierte Organe gewöhnt, erschienen die kolossalen Druckkammern mit ihrem Gewirr von Kupferleitungen und Druckmessern „wie eine Rückkehr ins Dampfmaschinenzeitalter.“ 1983, kurz nach seiner Emeritierung, übernahm Paton die kommissarische Leitung der Bibliothek des Wellcome Trust in der Euston Road in London. Als seine Kräfte nachließen, traf sich das Bibliothekskomitee statt in London im Oxforder Haus der Patons. Hier starb er plötzlich an einem Schlaganfall. Seine Frau überlebte ihn. A. David Smith wurde sein Nachfolger im Pharmakologischen Institut.

## Forschung
Von der wissenschaftlichen Öffentlichkeit kaum bemerkt, schrieb Paton in Hampstead im Auftrag der britischen Admiralität für die Ärzte der Marine das offizielle Handbuch der hyperbaren Medizin. Aber auch seine erste wissenschaftliche Veröffentlichung stammt aus der Forschungsbegleitung der britischen Seekriegführung. Zur Pharmakologie kam er, als man ihn bat, die Toxizität eines neuen Antibiotikums Licheniformin zu testen. Es verursachte mit einer gewissen Verzögerung einen Blutdruckabfall, und zwar durch Freisetzung von Histamin. Die Beobachtung schien ihm und seinen Kollegen so „interessant und ‚sauber‘“, dass sie sie weiter verfolgten. Licheniformin enthielt eine Guanidin-Gruppe. Es stellte sich heraus, dass „immer, wenn bei einer zweibasischen Substanz die beiden basischen Gruppen durch etwa fünf oder mehr Methylengruppen oder äquivalente Strukturen getrennt waren, die Substanz Histamin freisetzte.“ „Eine saubere Wirkung durch eine spezifische chemische Struktur – das öffnete eine neue Welt. ... Der Fisch war gefangen.“ Zugleich hatte Paton zwei seiner Hauptthemen gefunden: die Methonium-Verbindungen und die Freisetzung von Histamin.

### Die Methonium-Verbindungen
Zu den bekannten Histamin freisetzenden Substanzen gehörte das Muskelrelaxans Tubocurarin. Paton und seine Kollegen, darunter die aus Griechenland stammende Eleanor Zaimis (1915–1982), prüften deshalb ihre Histamin freisetzenden Polymethylen-bis-trimethylammonium-Verbindungen (CH3)3N+–(CH2)n–N(CH3)3+ – sie nannten sie Methonium-Verbindungen – auch auf Muskelrelaxation sowie die pharmakologisch verwandte Blockade der Ganglien des vegetativen Nervensystems. In einer ersten Veröffentlichung berichteten sie 1948, dass die Verbindungen mit 8 oder 10 Methylengruppen zwischen den quartären Köpfen des Moleküls (n=8 oder n=10; die letztere Substanz erhielt den Namen Decamethonium) in der Tat die Skelettmuskeln lähmten. Kurz darauf stellten sie das Decamethonium und dazu die Substanz mit 6 Methylengruppen (n=6; sie erhielt den Namen Hexamethonium) genauer vor. Hexamethonium war kein Muskelrelaxans, aber ein starker Ganglienblocker. Könnte Decamethonium ein Ersatz für Tubocurarin in der Anästhesiologie werden, so Hexamethonium ein Antihypertensivum. Im Jahr darauf gaben sie die ersten klinischen Versuche und die Details der Tierexperimente bekannt: „Die pharmakologischen Eigenschaften der Reihe hängen von der Länge der Polymethylenkette ab, mit einem scharfen Maximum der Ganglienblockade bei 5 oder 6 und einem scharfen Maximum der Muskelrelaxation bei 10 Methylengruppen.“ Jedoch unterschied sich die Decamethonium-Muskelrelaxation von der Tubocurarin-Muskelrelaxation; zum Beispiel gingen der Lähmung Muskelzuckungen voraus. Eine elektrophysiologische Untersuchung zeigte warum: wie der körpereigene Neurotransmitter Acetylcholin – und anders als Tubocurarin – depolarisierte Decamethonium die motorische Endplatte, nur im Gegensatz zu Acetylcholin lang anhaltend, und verhinderte so das Übergreifen von Nervenerregungen auf die Muskelzellen. 1952 fassten Paton und Zaimis das Gebiet in einer Übersicht zusammen. Decamethonium und Hexamethonium sind heute (2013) als Arzneistoffe obsolet. Doch haben Paton und Zaimis eine der berühmtesten Struktur-Wirkungs-Beziehungen der Pharmakologie etabliert, die Dichotomie von depolarisierenden und nicht-depolarisierenden Muskelrelaxantien erkannt und die Nicotinrezeptoren auf Muskel- von denen auf Nervenzellen unterschieden.

### Histamin-Freisetzung
Patons Licheniformin-Publikation berichtet zusätzlich über Histamin-Freisetzung durch 63 weitere basische Stoffe, darunter Tubocurarin und Strychnin, von dem das ebenfalls schon bekannt war. Offenbar besaßen viele organische Basen diese Fähigkeit, die bei einer Benutzung als Arzneistoffe zu unerwünschten Wirkungen führen konnte. Kurz darauf fand Paton in einem Phenylethylamin-Kondensationsprodukt, genannt Compound 48/80, einen besonders stark wirkenden Stoff. Er ist ein Standardwerkzeug der Histaminforschung geworden. Die „basischen Histaminliberatoren“ – auch Morphin und das Mastzell-degranulierende Peptid aus dem Bienengift gehören dazu – setzen Histamin über einen anderen Mechanismus frei als das Immunglobulin E.

### Das Ileum des Meerschweinchens
Wenige wissenschaftliche Kurzmitteilungen sind so folgenreich gewesen wie die Zusammenfassung von Patons Vortrag 1954 vor der Britischen Physiologischen Gesellschaft „Die Reaktion des Ileums von Meerschweinchen auf elektrische Reizung durch koaxiale Elektroden“. Er habe die Regelung des Dünndarms durch das Nervensystem erforschen wollen und ein Modell gesucht. „Ich erinnere mich noch lebhaft an den ersten Versuch in meinem Büro-mit-Labor im Royal College of Surgeons. Ich befestigte ein Trendelenburg-Präparat des Dünndarms in einem Organbad. Mein einziges Stück Platindraht fädelte ich ins Lumen. Eine Krokodilklemme, die in die Badflüssigkeit eintauchte, diente als äußere Elektrode. Es klappte wie eine Bombe, Kontraktionen selbst bei Stromstößen von nur 50 µsec. ... Das Modell ist ein großes Geschenk für Pharmakologen. ... Ich kenne nichts Brauchbareres.“ Die Kurzmitteilung ist bis heute 225-mal zitiert worden. Das Acetylcholin, das bei der Reizung freigesetzt wurde, stammte ausschließlich aus den Nervenzellen des Darmes, nicht aus der glatten Muskulatur.

### Opioide
Zwei Jahre später gelang Paton am Meerschweinchen-Ileum seine, folgt man der Bibliometrie, berühmteste Entdeckung, beschrieben in dem bis heute 979-mal zitierten Aufsatz in Band 11 des British Journal of Pharmacology „Die Wirkung von Morphin und verwandten Substanzen auf Kontraktion und Acetylcholinfreisetzung des koaxial stimulierten Meerschweinchen-Ileums.“ Morphin und andere Opioide wie Heroin und Methadon verminderten sowohl die Freisetzung von Acetylcholin als auch die dadurch induzierten Kontraktionen. Bei wiederholter Gabe ließ die Wirkung nach: eine in-vitro-Manifestation der Toleranzentwicklung. Paton zeigte damit erstmals eine Grundwirkung der Opioide: die Hemmung der Freisetzung von Neurotransmittern, in diesem Fall des postganglionär-parasympathischen Transmitters Acetylcholin. „Der isolierte Darm schien geradezu ‚ein Paradigma des Gehirns‘“. Mit seiner Hilfe haben Hans Walter Kosterlitz und seine Mitarbeiter später die endogenen Opioide entdeckt und die Opioidrezeptoren subklassifiziert. Der Aufsatz wurde ein Citation Classic. Immerhin hatte er Parallelen und Vorläufer.
- Der deutsche Pharmakologe Wolfgang Schaumann in Frankfurt am Main publizierte bereits im nächsten Band, Band 12, des British Journal of Pharmacology und im selben Jahr 1957 mit anderer Methodik ähnliche Befunde.[24]
- Schon vierzig Jahre früher, 1917, vier Jahre bevor die chemische Übertragung von Nervenimpulsen und lange bevor die Transmitter-Rolle des Acetylcholins erkannt wurde, hatte Paul Trendelenburg in Freiburg im Breisgau bemerkt, dass Morphin die Peristaltik von ausgeschnittenen Dünndarmstücken von Meerschweinchen hemmte.[25] Sein Aufsatz wurde bis 1998 285-mal zitiert[26] – merkwürdigerweise nicht von Paton, dem doch das „Trendelenburg-Präparat“ bekannt war (siehe oben).
- Ebenfalls im Band 12 des British Journal of Pharmacology berichtete Paul Trendelenburgs Sohn Ullrich, damals in Oxford, dass Morphin die Kontraktion der Katzen-Nickhaut bei Reizung ihrer Nerven hemmte, retrospektiv eine Hemmung der Freisetzung des postganglionär-sympathischen Transmitters Noradrenalin.[27]

Der besondere Rang von Paul Trendelenburgs 1917er und Patons 1957er Arbeit geht aus einem anderen Aspekt ihres Nachlebens hervor. Paul Trendelenburgs 75-seitiger Aufsatz im Archiv für experimentelle Pathologie und Pharmakologie wurde 2006 in derselben Zeitschrift, ins Englische übersetzt, mit einem Kommentar nachgedruckt. Patons Aufsatz wurde ebenfalls nachgedruckt, und zwar 1997 anlässlich des 50-jährigen Bestehens des British Journal of Pharmacology.

### Präsynaptische Rezeptoren
„Besonders erfreulich,“ schrieb Paton 1986 in seiner Autobiographie, „war die Zusammenarbeit mit Sylvester Vizi über die Wirkung von Catecholaminen auf die Transmitter-Freisetzung; wir stießen da auf eine ertragreiche präsynaptische Erzader.“ Mit dem ungarischen Pharmakologen Szilveszter E. Vizi (* 1936) und einer Modifikation des Meerschweichen-Ileum-Modells hatte er 1969 gefunden, dass wie die Opioide auch die Catecholamine Noradrenalin und Adrenalin die Freisetzung von Acetylcholin im Meerschweinchen-Ileum verminderten. Sie wirkten dabei auf Adrenozeptoren vom Typ der α-Adrenozeptoren. Das Besondere war deren Lokalisation: nicht wie die in der Geschichte der Catecholaminforschung „klassischen“ α-Adrenozeptoren auf Muskel-, sondern auf Nervenzellen. Eindeutig war die Ortsbestimmung wegen des Komplexität des Darmnervensystems nicht, aber Paton und Vizi dachten an die präsynaptischen Endigungen der Acetylcholin-Nervenzellen. So gehört ihre Arbeit in die Ende der 1960er Jahre einsetzende Forschung über präsynaptische Rezeptoren. Noch in einer zweiten Hinsicht hat sie allgemeine Bedeutung: Der Sympathikus wirkte dem Parasympathikus nicht nur an den Muskelzellen entgegen, sondern schon davor, indem der Sympathikus-Transmitter Noradrenalin die Freisetzung des Parasympathikus-Transmitters Acetylcholin hemmte. Das Umgekehrte, Hemmung der Freisetzung des Sympathikus-Transmitters Noradrenalin durch den Parasympathikus-Transmitter Acetylcholin, hatte der Mainzer Pharmakologe Erich Muscholl mit seinen Kollegen 1968 gezeigt. „Ein wechselseitiger präsynaptischer Antagonimus ergänzt den lange bekannten postsynaptischen Antagonismus zwischen den beiden Teilen des vegetativen Nervensystems.“

### Die Geschwindigkeits-Theorie der Pharmakawirkung
Auf welche Weise wirkten Pharmaka? Die meisten anscheinend über spezifische körpereigene Makromoleküle, „Rezeptoren“. Wie aber kam es, dass häufig ein Pharmakon, wie Histamin, über seinen Rezeptor eine Wirkung auslöste, ein anderes, ein Antihistaminikum, allein gegeben über denselben Rezeptor keine Wirkung auslöste, vielmehr nur die Wirkung von Histamin verhinderte? Wie kam es, dass oft eine Wirkung nach einiger Zeit nachließ? Paul Ehrlich, Walther Straub, Alfred Joseph Clark (1885–1941), John Gaddum, Heinz Otto Schild und Everhardus Ariëns hatten darüber nachgedacht. Meist nahm man an, dass das Haften des Pharmakons am Rezeptor entscheidend war. War das Pharmakon ein Agonist wie das Histamin, veränderte sich der Rezeptor während des Haftens, und es resultierte eine Wirkung, umso stärker, je mehr Rezeptoren besetzt waren. War das Pharmakon ein Antagonist, veränderte sich der Rezeptor während des Haftens nicht, er war nur für den Agonisten unzugänglich. Diese Theorie befriedigte Paton nicht. Ab 1955 notierte er sich Überlegungen zum Thema, und 1961 veröffentlichte er „Eine Theorie der Pharmakawirkung auf der Basis der Geschwindigkeit der Pharmakon-Rezeptor-Kombination.“ „Viele pharmakologische Phänomene lassen sich mit der Annahme deuten, dass die Wirkung eines Pharmakons nicht von der Zahl der Pharmakon-behafteten Rezeptoren abhängt, sondern von der Häufigkeit oder Geschwindigkeit (‚rate‘) der Anheftung. ... Die Wirkung resultiert nicht aus dem Haften, sondern aus dem Prozess der Anheftung; jede Anheftung liefert ein Erregungsquantum. ... Die Annahme einer Proportionalität der Wirkung zur Zahl der Pharmakon-behafteten Rezeptoren nenne ich occupation theory; ... die Annahme einer Proportionalität zur Zahl der Anheftungen an den Rezeptor pro Zeiteinheit nenne ich rate theory. Beide Theorien gehen vom Massenwirkungsgesetz aus; sie unterscheiden sich in der Annahme einer Proportionalität der Wirkung zur Zahl der Pharmakon-behafteten Rezeptoren einer-, zur Anheftungsgeschwindigkeit (‚association rate‘) andererseits.“ Die Wirkung durch Anhaften verglich Paton einem Orgelton, der andauerte, so lange die Taste gedrückt blieb; die Wirkung durch den Prozess der Anheftung verglich er einem Klavierton, der nach einmaligen Tastendruck verklang und zur Fortdauer häufiger Tastendrucke bedurfte. Als Belege führte er Versuche mit Histamin und Acetylcholin und ihren Antagonisten an. „Spätere Untersuchungen über Ionenkanäle haben ergeben, dass Haften des Agonisten sie öffnet, nicht der Vorgang der Anheftung. Stellte sich die rate theory als falsch heraus, so hat sie doch das Interesse an Rezeptormechanismen neu belebt. ... Paton selbst war etwas enttäuscht, dass ihm nicht der konzeptionelle Durchbruch gelungen war, und wandte sich anderen Problemen zu.“ Ähnlich war es gut fünfzig Jahre zuvor Walther Straub mit seiner Potentialgift-Theorie ergangen.

### Hyperbare Medizin
Die Physiologie unter hohen Drücken war weitgehend angewandte Wissenschaft. Paton trug zur Kenntnis des High Pressure Nervous Syndrome bei. Er leitete das Komitee des Medical Research Council für die Erforschung der Dekompressionskrankheit, bearbeitete die Dekompressionstabellen und war an der Entwicklung des Trimix-Gasgemischs Sauerstoff, Stickstoff und Helium zum Tieftauchen beteiligt. Nicht zuletzt stieß er – eine Frage der Grundlagenforschung – auf eine neue Theorie der Narkose.

### Narkose
Am Anfang aller Narkosetheorien stand die Meyer-Overton-Korrelation von Hans Horst Meyer und Charles Ernest Overton: je lipophiler ein Narkosemittel war, umso stärker wirkte es. Das ließ die Frage nach dem Warum offen. Patons Gruppe beobachtete, dass narkotisierte Kammmolche und Mäuse ihre Reflexe wiedergewannen, wenn sie hohen Drücken – bei Kammmolchen etwa 100 Atmosphären – ausgesetzt wurden. Das führte zur Hypothese eines „kritischen Volumens“: „Narkose tritt ein, sobald das Volumen einer hydrophoben Region der Zellen durch die Einlagerung der Narkosemittelmoleküle über ein kritisches Volumen hinaus zugenommen hat.“ Welches die verantwortliche Zellregion war, blieb offen. Hoher Druck beseitigte die Narkose, indem er die Zellregion auf ihr Normalvolumen komprimierte. Die Oxforder Forscher fanden bald, dass ihre Hypothese zu stark vereinfachte. So gab es Unterschiede zwischen verschiedenen Tierspecies, und hoher Druck hatte, unabhängig von den Narkosemitteln, Eigeneffekte. Heute hält man statt einer Einlagerung in hydrophobe Zellregionen die Wirkung der Narkosemittel auf Rezeptoren, vor allem Neurotransmitter-Rezeptoren und Ionenkanäle, für den entscheidenden Mechanismus.

## Gesellschaftliches Engagement
Seine Wissenschaft setzte Paton für die britische Marine und den Medical Research Council ein (siehe oben). Von 1954 bis 1956 war er Sekretär der Britischen Physiologischen Gesellschaft, von 1968 bis 1987 Treuhänder des Rhodes Trust, von 1978 bis 1987 Treuhänder des Wellcome Trust. Als Präsident der Research Defence Society setzte er sich mit Tierversuchsgegnern auseinander. Dazu schrieb er ein Buch „Man and Mouse – Animals in Medical Research“.

## Anerkennung
1956 wurde Paton Mitglied der Royal Society. 1959 wurde er mit dem Gairdner Foundation International Award ausgezeichnet.